# Земпах
Земпах (нем. Sempach) — город в Швейцарии, в кантоне Люцерн. 
Входит в состав округа Зурзее. Население составляет 3897 человек (на 1 марта 2007 года). Официальный код — 1102.